# Michela Pace
Michela Pace, född 25 januari 2001, är en maltesisk sångerska. Hon är mest känd för att ha vunnit den första säsongen av Maltas version av The X Factor år 2019. Som pris för hennes seger representerade hon Malta i Eurovision Song Contest 2019 med låten "Chameleon". Låten tävlade i semifinal 2 och gick vidare till final, där den kom på 14:e plats med 107 poäng.